# Emmy van Deurzen
Emmy van Deurzen (født 13. december 1951, Haag i Holland) er en filosof og eksistentiel terapeut, der i dag er britisk statsborger. Deurzen er internationalt kendt for at have udviklet en filosofisk tilgang til eksistentiel terapi. I dag er hun dekan for New School of Psychotherapy and Counselling i London og professor ved Middlesex University. Hun er gift med psykiateren Digby Tantam, der er professor ved University of Sheffield.

## Biografi
Emmy van Deurzen er født og opvokset i Holland, studerede derefter filosofi i Frankrig og skrev sit kandidatspeciale om fænomenologi og psykiatri. Hun arbejde som psykoterapeut i Frankrig og rejste i 1977 til Storbritannien, hvor hun begyndte at arbejde inden for den nye reformpsykiatri og den eksistenspsykiatriske bevægelse omkring Ronald D. Laing . Hun endte med at udvikle sin egen tilgang til eksistentiel terapi, som blev grundlag for et uddannelsesprogram ved School of Psychotherapy and Counselling på Regent's University London. I 1988 grundlagde hun The Society for Existential Analysis (SEA) og dets tidsskrift Existential Analysis. Da hun forlod Regent's University London, grundlagde hun New School of Psychotherapy and Counselling og senere The Existential Academy, som hun i dag leder sommen med sin mand Digby Tantam. De senere år har hun været meget politisk aktiv som modstander af Storbritanniens udtrædelse af EU. Hun har også været aktiv i skabelsen af The World Confederation for Existential Therapy (WCET) og Federation of Existential Therapists in Europe (FETE).
Emmy Van Deurzen har besøgt Danmark ved flere lejligheder og var blandt andet taler på Dansk Psykologforenings internationale seminar i 2014 samt hovedtaler ved Psykoterapeutforeningens 25 års jubilæum i 2018. Flere af Deurzens bøger er oversat til dansk, og hun har udgivet flere artikler sammen med den danske terapeut Anders Dræby.

## Eksistentiel terapi som filosofisk terapi
Emmy van Deurzen er særligt kendt for at udvikle en eksplicit filosofisk tilgang til eksistentiel terapi. Hun forstår derfor også eksistentiel terapi som en særlig måde at bedrive filosofi på. Hendes tilgang blev oprindeligt kendt under betegnelsen Britisk eksistensanalyse, men i dag bruger hun også betegnelsen strukturel eksistensanalyse. Hendes udgangspunkt er, at klienterne ikke er syge men faret vild i livet.

## Strukturel eksistensanalyse
Emmy van Deurzen kalder især sin tilgang for strukturel eksistensanalyse. Metodens formål er at gøre klienterne i stand til at forstå deres egne fortællinger om og beskrivelser af verden. Metoden består af forskellige dele:
- De fire verdensdimensioner: Det strukturelle element i hendes tilgang henviser til, at hun forstår klientens livsverden som opdelt i fire overlappende dimensioner: Egenverden, medverden, omverden og oververden, der er forbundet med den personlige, sociale, fysiske og åndelige eller spirituelle verden[9][10].
- Paradoksale spændinger: Den enkelte oplever nogle konkrete dilemmaer og paradokser inden for hver af disse dimensioner, som må udforskes[7]. Klienterne må lære at se disse paradokser i øjnene og overvinde dem.
- Det følelsesmæssige kompas: Den enkeltes følelser fortæller noget om retningen på vedkommendes liv, og en udforskning af følelserne gør, at de kan bruges som et kompas til at skabe orientering.
- Tidslinjen: Klienten må udforske, hvordan han eller hun er til i tiden, og hvordan tidsligheden påvirker tilværelsen. Denne tilgang er ikke mindst inspireret af Martin Heidegger.

## Emmy van Deurzens bøger på engelsk
- Rising from Existential Crisis: Life beyond calamity, 2021
- The Wiley World Handbook of Existential Therapy, edited with Digby Tamtam, Kirk Schneider et al, Wiley, 2019
- Existential Therapy: Distinctive Features, with Claire Arnold-Baker, London, Routledge, 2018.
- Skills in Existential Counselling and Psychotherapy, 2nd Edition (2016). Co-authored with Martin Adams, London: Sage.
- Paradox and Passion in Psychotherapy, Second Edition (2015). Chichester: Wiley
- Existential Perspectives on Relationship Therapy (2013). Edited with Susan Iacovou, London: Palgrave Macmillan.
- Existential Psychotherapy and Counselling in Practice, Third Edition (2012), London: Sage Publications
- Existential Perspectives on Coaching (2012). Co-edited with Monica Hanway, London: Palgrave, Macmillan
- Skills in Existential Counselling and Psychotherapy (2011). Co-authored with Martin Adams, London: Sage Publications
- Everyday Mysteries: A Handbook of Existential Psychotherapy, Second Edition (2010), London: Routledge
- Existential Perspectives on Supervision (2009). Co-edited with Sarah Young, London: Palgrave Macmillan
- Psychotherapy and the Quest for Happiness (2008), London: Sage Publications
- Dictionary of Existential Psychotherapy and Counselling (2005). With Raymond Kenward, London: Sage
- Existential Perspectives on Existential and Human Issues (2005). Edited with Claire Arnold-Baker, Basingstoke: Palgrave, Macmillan
- Existential Psychotherapy and Counselling in Practice, Second Edition (2002), London: Sage
- Paradox and Passion in Psychotherapy (1998), Chichester: Wiley
- Everyday Mysteries: Existential Dimensions of Psychotherapy (1997), London: Routlegde
- Existential Counselling in Practice (1988), London: Sage
- Das Kapital: Existential Perspectives (1987)

## Emmy van Deurzens bøger og artikler på dansk
- Læringsudbyttet i kognitiv adfærdsterapi og eksistentiel terapi. Et sammenlignende forskningsstudie (s.m. Anders Dræby). Tidsskrift for Psykoterapi, 2019/3, pp. 18-24
- Fra psykoterapi til emotionelt velvære. In Psykoterapi og eksistentiel fænomenologi, Aalborg Universitetsforlag 2015
- Læring i kognitiv adfærdsterapi og eksistentielfænomenologisk psykoterapi. (s.m. Anders Draeby Sørensen & Rosemary Lodge). In Psykoterapi og eksistentiel fænomenologi. Aalborg Universitetsforlag, 2015
- Eksistentiel terapi - en introduktion. (s.m. Martin Adams). Kbh.: Hans Reitzels Forlag 2012
- Eksistentielle perspektiver på supervision. (s.m. Sarah Young). Kbh.: Dansk Psykologisk Forlag, 2011
- Eksistentiel samtale og terapi. Hans Reitzels Forlag 2003
- Eksistentielle dimensioner i psykoterapi. Kbh.: Hans Reitzels Forlag 1999